# Суб'єктивне підтвердження
Суб'єктивне підтвердження, деколи також ефект персонального підтвердження — когнітивне упередження, коли людина вважає твердження або інший шматок інформації правдивим, якщо вони мають якесь персональне значення або важливість для неї. Іншими словами, людина, на чию думку вплинуло суб'єктивне підтвердження, буде вважати дві непов'язані події (збіг) пов'язаними, оскільки її персональні переконання потребують пов'язати їх. Близько пов'язане з ефектом Форера, суб'єктивне підтвердження є важливим елементом холодного читання і вважається однією з основних причин більшості свідчень про паранормальні явища. Відповідно до Боба Керолла, психолог Рей Химан вважається найбільш впливовим експертом з питань суб'єктивного підтвердження і холодного читання.